# Wellesweiler
Wellesweiler (ⓘ) ist ein Stadtteil von Neunkirchen östlich des Neunkircher Stadtzentrums zwischen Neunkirchen und Bexbach.

## Geographie

### Lage
Wellesweiler liegt östlich des Stadtkerns von Neunkirchen an der Kreisgrenze des Landkreises Neunkirchen zum benachbarten Saarpfalz-Kreis.

### Nachbarorte
Südlich von Wellesweiler liegt Ludwigsthal. Im Uhrzeigersinn folgen die Innenstadt von Neunkirchen (Saar), Wiebelskirchen und die zum Saarpfalz-Kreis gehörende Stadt Bexbach.

### Klima

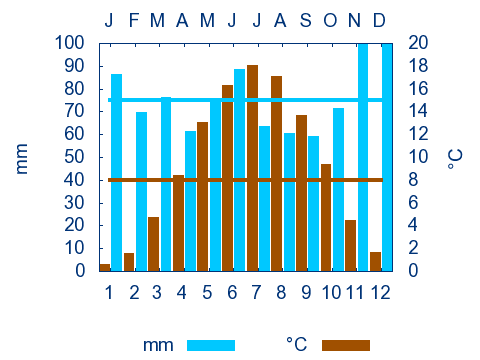
Klimadiagramm von Wellesweiler

Der Jahresniederschlag beträgt 911 mm. Der trockenste Monat ist der September. Am meisten regnet es im November. 79 % der Messorte des Deutschen Wetterdienstes zeigen niedrigere Werte an; der Niederschlag liegt somit im oberen Drittel. Die jahreszeitlichen Niederschlagschwankungen liegen im oberen Viertel. In 75 % aller Orte schwankt der monatliche Niederschlag weniger.

## Geschichte
Die Grube Wellesweiler war die älteste Steinkohlengrube des Saarreviers. Sie existierte vom 16. Jahrhundert an bis zur Schließung am 15. Mai 1936. Die Fertigstellung einer Eisenbahnlinie im Jahre 1850 erleichterte den Absatz der örtlich geförderten Steinkohle. Der infolgedessen zunehmende Kohleabbau veranlasste viele Berg- und Hüttenleute, sich in Wellesweiler niederzulassen.
Nachdem im Jahr 1816 Wellesweiler dem Königreich Preußen und der Nachbarort Mittelbexbach dem Königreich Bayern zugeschlagen worden war, wurde 1829 an der Verbindungsstraße an der Preußisch-Bayerischen Grenze ein sogenannter Zollstock, ein Schlagbaum mit Zollstation errichtet.
1887 wurde die Schule Wellesweiler eingeweiht.
Die Gemeinde Wellesweiler schloss sich im Jahr 1922 mit Neunkirchen, Niederneunkirchen und Kohlhof zur neuen Gemeinde Neunkirchen zusammen, die im gleichen Jahr Stadtrechte erhielt.

## Wirtschaft und Infrastruktur
Wellesweiler hat eine Grundschule und eine Gemeinschaftsschule sowie einen Haltepunkt an der Bahnstrecke Homburg–Neunkirchen.
Ende des 20. Jahrhunderts wurde entlang der Gemeindegrenze zu Bexbach ein großes Industriegebiet ausgewiesen.

## Bevölkerungsentwicklung
| Jahr      | 1840 | 1880  | 1951  | 1977  | 1988  | 2000  | 2015  | 2018  | 2020  |
| --------- | ---- | ----- | ----- | ----- | ----- | ----- | ----- | ----- | ----- |
| Einwohner | 681  | 1.549 | 5.214 | 6.599 | 9.678 | 5.986 | 5.158 | 5.160 | 5.085 |

## Sehenswertes
- Kasbruch (jungsteinzeitliche und gallo-römische Funde)
- Junkerhaus, ehemaliges fürstliches Hofgut, im Kern aus dem 16. Jahrhundert
- Alte evangelische Kirche, datiert 1757, ein schlichter Saalbau
- Palmbaumstollen, wohl ältestes erhaltenes Stollenmundloch im Saarrevier (1816 angeschlagen)

## Vereine
- Angelsportverein Wellesweiler e. V.
- Arbeitsgemeinschaft Wellesweiler Vereine e. V.
- Dorf-Treff Wellesweiler e. V.
- Hundesportverein Wellesweiler e. V.
- Eckersberger Schützengilde e. V.
- Karnevals- und Kulturverein Wellesweiler e. V.
- Kleingärtnerverein Wellesweiler e. V.
- Turnverein 1882 Wellesweiler e. V.
- Sport- und Spielvereinigung Wellesweiler e. V.

## Söhne und Töchter des Ortes
- Fritz Soot (1878–1965), Opernsänger
- Ernst Blum (1901–1970), Jurist
- Erich Leibenguth (1917–2005), saarländischer Fußballnationalspieler
- Berthold Günther (1930–1985), Zoodirektor und Politiker
- Hans Schreier (1937–2021), Fußballspieler
- Karl Meng (1938–2010), Fußballspieler